# Houssem Aouar
Houssem Aouar (Lione, 30 giugno 1998) è un calciatore algerino con cittadinanza francese, centrocampista dell'Al-Ittihad e della nazionale algerina.

## Biografia
Cresciuto in Francia, i suoi genitori sono algerini.

## Caratteristiche tecniche
Aouar è un agile e versatile centrocampista offensivo di piede destro che può spaziare anche da trequartista, le sue doti migliori sono un'eccellente capacità tecnica, lucidità e visione di gioco. Può giocare sia nel centrocampo a 2 sia in quello a 3.

## Carriera

### Club

#### Gli inizi, Olympique Lione

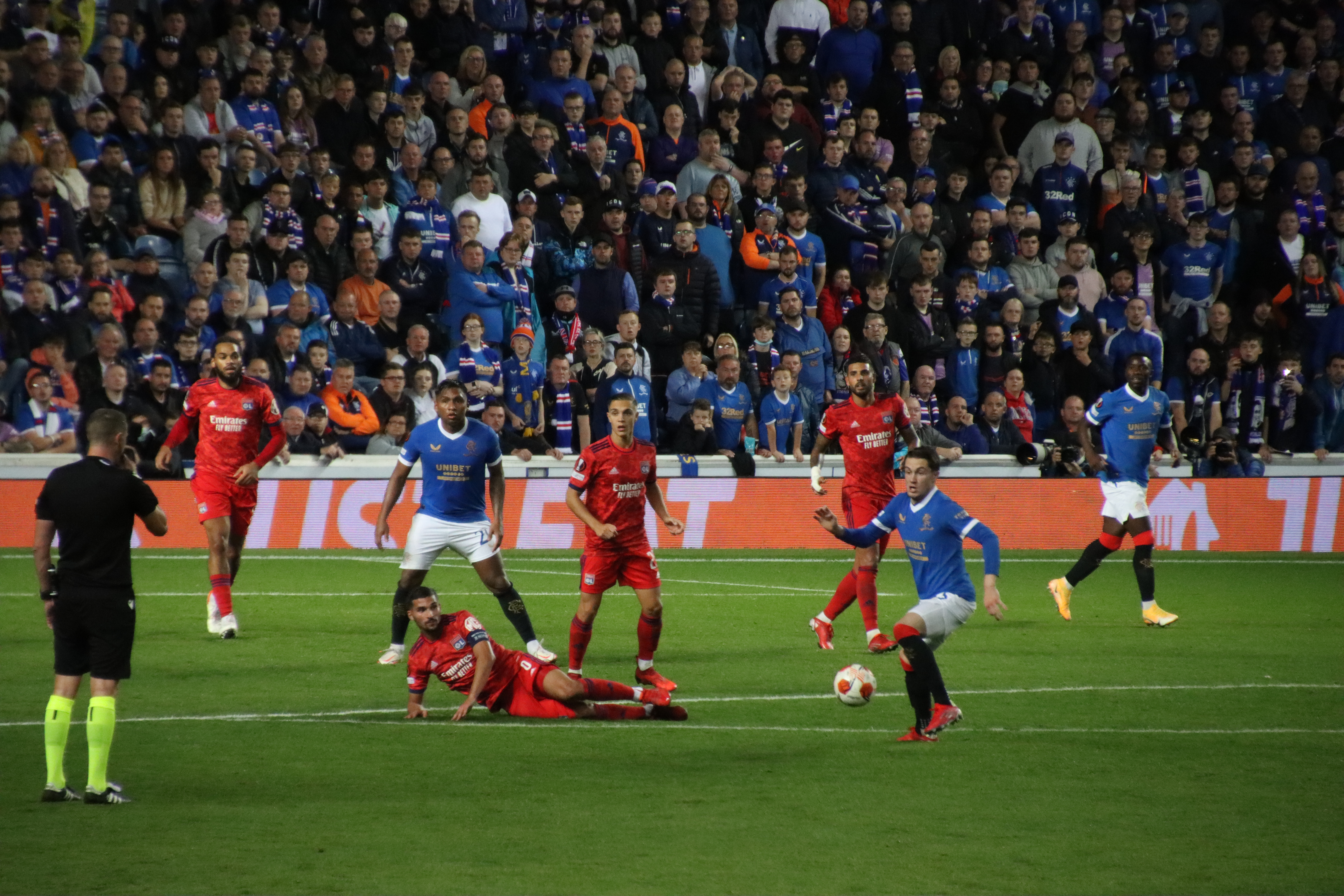
Aouar a terra durante un'azione di gioco tra Lione e.

Entrò nel settore giovanile del Olympique Lione nel 2009, all'età di undici anni, nel luglio 2016 firma un contratto professionistico di tre anni con il club. Il 16 febbraio 2017 debutta da professionista entrando all'84º minuto di gioco al posto di Sergi Darder nel match di andata di Europa League vinto per 4-1 contro l'AZ Alkmaar. La settimana successiva, nel match di ritorno, segna la prima rete da professionista e la prima in una competizione europea nella larga vittoria per 7-1 contro gli olandesi. Il 16 aprile 2017 debutta in Ligue 1 contro il Bastia, ma la partita viene interrotta e la vittoria viene assegnata a tavolino al Lione visti gli incidenti accorsi durante la partita all'interno del rettangolo di gioco. Il 23 settembre gioca la prima partita da titolare e segna la prima rete in Ligue 1 durante il match con il Digione, terminato con un pareggio. All'inizio della stagione 2017-2018 gli viene assegnata la maglia numero 8. L'11 dicembre 2019 segna il primo gol in UEFA Champions League, nella partita tra Lione e RB Lipsia conclusasi sul 2-2.

#### Roma
L'11 giugno 2023 viene annunciato il passaggio del calciatore franco-algerino alla Roma, con cui firma un contratto quinquennale. Il 20 agosto fa il suo esordio con i giallorossi da titolare nella prima giornata di Serie A contro la Salernitana. Sei giorni dopo segna il suo primo gol in Serie A nella sconfitta per 2-1 in casa del Verona. Lascia la squadra giallorossa dopo una sola stagione, raccogliendo complessivamente 25 presenze e siglando 4 reti.

#### Al-Ittihād
Il 16 luglio 2024 firma un contratto pluriennale con l'Al-Ittihad, squadra della Saudi Professional League.

### Nazionale
Nell'agosto 2020 viene convocato per la prima volta in nazionale maggiore. Debutta con la selezione francese il 7 ottobre seguente nell'amichevole vinta 7-1 contro l'Ucraina.
Il 6 gennaio 2023, sfruttando la norma FIFA, annuncia il cambio di nazionale maggiore scegliendo quella algerina, da cui viene convocato per la prima volta il 17 marzo seguente. Il 18 giugno esordisce con la nazionale algerina, subentrando nel secondo tempo del match di qualificazione di Coppa d'Africa contro l'Uganda.
Il 12 ottobre 2023 realizza le sue prime reti (doppietta) nel successo per 5-1 in amichevole contro Capo Verde.

## Statistiche

### Presenze e reti nei club
Statistiche aggiornate al 30 maggio 2025.
| Stagione               | Squadra                | Campionato             | Campionato | Campionato | Coppe nazionali | Coppe nazionali | Coppe nazionali | Coppe continentali | Coppe continentali | Coppe continentali | Altre coppe | Altre coppe | Altre coppe | Totale | Totale |
| Stagione               | Squadra                | Comp                   | Pres       | Reti       | Comp            | Pres            | Reti            | Comp               | Pres               | Reti               | Comp        | Pres        | Reti        | Pres   | Reti   |
| ---------------------- | ---------------------- | ---------------------- | ---------- | ---------- | --------------- | --------------- | --------------- | ------------------ | ------------------ | ------------------ | ----------- | ----------- | ----------- | ------ | ------ |
| 2016-2017              | O. Lione               | L1                     | 3          | 0          | CF+CdL          | -               | -               | UCL+UEL            | 0+2                | 0+1                | -           | -           | -           | 5      | 1      |
| 2017-2018              | O. Lione               | L1                     | 32         | 6          | CF+CdL          | 4+0             | 0               | UEL                | 8                  | 1                  | -           | -           | -           | 44     | 7      |
| 2018-2019              | O. Lione               | L1                     | 37         | 7          | CF+CdL          | 2+1             | 0               | UCL                | 7                  | 0                  | -           | -           | -           | 47     | 7      |
| 2019-2020              | O. Lione               | L1                     | 25         | 3          | CF+CdL          | 4+4             | 3+2             | UCL                | 8                  | 1                  | -           | -           | -           | 41     | 9      |
| 2020-2021              | O. Lione               | L1                     | 30         | 7          | CF              | 3               | 1               | -                  | -                  | -                  | -           | -           | -           | 33     | 8      |
| 2021-2022              | O. Lione               | L1                     | 36         | 6          | CF              | -               | -               | UEL                | 9                  | 2                  | -           | -           | -           | 45     | 8      |
| 2022-2023              | O. Lione               | L1                     | 16         | 1          | CF              | 2               | 0               | -                  | -                  | -                  | -           | -           | -           | 18     | 1      |
| Totale Olympique Lione | Totale Olympique Lione | Totale Olympique Lione | 179        | 30         |                 | 20              | 6               |                    | 34                 | 5                  |             | -           | -           | 233    | 41     |
| 2023-2024              | Roma                   | A                      | 16         | 4          | CI              | -               | -               | UEL                | 9                  | 0                  | -           | -           | -           | 25     | 4      |
| 2024-2025              | Al-Ittihad             | SPL                    | 30         | 12         | KCC             | 4               | 1               | -                  | -                  | -                  | -           | -           | -           | 34     | 13     |
| Totale carriera        | Totale carriera        | Totale carriera        | 223        | 46         |                 | 24              | 7               |                    | 43                 | 5                  |             | -           | -           | 290    | 58     |

### Cronologia presenze e reti in nazionale
| Cronologia completa delle presenze e delle reti in nazionale ― Francia | Cronologia completa delle presenze e delle reti in nazionale ― Francia | Cronologia completa delle presenze e delle reti in nazionale ― Francia | Cronologia completa delle presenze e delle reti in nazionale ― Francia | Cronologia completa delle presenze e delle reti in nazionale ― Francia | Cronologia completa delle presenze e delle reti in nazionale ― Francia | Cronologia completa delle presenze e delle reti in nazionale ― Francia | Cronologia completa delle presenze e delle reti in nazionale ― Francia |
| Data                                                                   | Città                                                                  | In casa                                                                | Risultato                                                              | Ospiti                                                                 | Competizione                                                           | Reti                                                                   | Note                                                                   |
| ---------------------------------------------------------------------- | ---------------------------------------------------------------------- | ---------------------------------------------------------------------- | ---------------------------------------------------------------------- | ---------------------------------------------------------------------- | ---------------------------------------------------------------------- | ---------------------------------------------------------------------- | ---------------------------------------------------------------------- |
| 7-10-2020                                                              | Saint-Denis                                                            | Francia                                                                | 7 – 1                                                                  | Ucraina                                                                | Amichevole                                                             | -                                                                      | 59’                                                                    |
| Totale                                                                 |                                                                        | Presenze                                                               | 1                                                                      |                                                                        | Reti                                                                   | 0                                                                      |                                                                        |

| Cronologia completa delle presenze e delle reti in nazionale ― Algeria | Cronologia completa delle presenze e delle reti in nazionale ― Algeria | Cronologia completa delle presenze e delle reti in nazionale ― Algeria | Cronologia completa delle presenze e delle reti in nazionale ― Algeria | Cronologia completa delle presenze e delle reti in nazionale ― Algeria | Cronologia completa delle presenze e delle reti in nazionale ― Algeria | Cronologia completa delle presenze e delle reti in nazionale ― Algeria | Cronologia completa delle presenze e delle reti in nazionale ― Algeria |
| Data                                                                   | Città                                                                  | In casa                                                                | Risultato                                                              | Ospiti                                                                 | Competizione                                                           | Reti                                                                   | Note                                                                   |
| ---------------------------------------------------------------------- | ---------------------------------------------------------------------- | ---------------------------------------------------------------------- | ---------------------------------------------------------------------- | ---------------------------------------------------------------------- | ---------------------------------------------------------------------- | ---------------------------------------------------------------------- | ---------------------------------------------------------------------- |
| 18-6-2023                                                              | Douala                                                                 | Uganda                                                                 | 1 – 2                                                                  | Algeria                                                                | Qual. Coppa d'Africa 2023                                              | -                                                                      | 65’                                                                    |
| 20-6-2023                                                              | Annaba                                                                 | Algeria                                                                | 1 – 1                                                                  | Tunisia                                                                | Amichevole                                                             | -                                                                      | 59’                                                                    |
| 12-10-2023                                                             | Costantina                                                             | Algeria                                                                | 5 – 1                                                                  | Capo Verde                                                             | Amichevole                                                             | 2                                                                      |                                                                        |
| 16-10-2023                                                             | al-ʿAyn                                                                | Egitto                                                                 | 1 – 1                                                                  | Algeria                                                                | Amichevole                                                             | -                                                                      | 63’                                                                    |
| 16-11-2023                                                             | Baraki                                                                 | Algeria                                                                | 3 – 1                                                                  | Somalia                                                                | Qual. Mondiali 2026                                                    | -                                                                      |                                                                        |
| 5-1-2024                                                               | Lomé                                                                   | Togo                                                                   | 0 – 3                                                                  | Algeria                                                                | Amichevole                                                             | -                                                                      | 68’                                                                    |
| 9-1-2024                                                               | Lomé                                                                   | Burundi                                                                | 0 – 4                                                                  | Algeria                                                                | Amichevole                                                             | -                                                                      | 72’                                                                    |
| 15-1-2024                                                              | Bouaké                                                                 | Algeria                                                                | 1 – 1                                                                  | Angola                                                                 | Coppa d'Africa 2023 - 1º turno                                         | -                                                                      | 80’                                                                    |
| 23-1-2024                                                              | Bouaké                                                                 | Mauritania                                                             | 1 – 0                                                                  | Algeria                                                                | Coppa d'Africa 2023 - 1º turno                                         | -                                                                      | 46’                                                                    |
| 26-3-2024                                                              | Baraki                                                                 | Algeria                                                                | 3 – 3                                                                  | Sudafrica                                                              | Amichevole                                                             | -                                                                      | 31’ 74’                                                                |
| 10-6-2024                                                              | Kampala                                                                | Uganda                                                                 | 1 – 2                                                                  | Algeria                                                                | Qual. Mondiali 2026                                                    | 1                                                                      | 85’                                                                    |
| 5-9-2024                                                               | Orano                                                                  | Algeria                                                                | 2 – 0                                                                  | Guinea Equatoriale                                                     | Qual. Coppa d'Africa 2025                                              | 1                                                                      | 83’                                                                    |
| 10-10-2024                                                             | Annaba                                                                 | Algeria                                                                | 5 – 1                                                                  | Togo                                                                   | Qual. Coppa d'Africa 2025                                              | 1                                                                      | 89’                                                                    |
| 14-10-2024                                                             | Lomé                                                                   | Togo                                                                   | 0 – 1                                                                  | Algeria                                                                | Qual. Coppa d'Africa 2025                                              | -                                                                      | 71’                                                                    |
| 10-6-2025                                                              | Solna                                                                  | Svezia                                                                 | 4 – 3                                                                  | Algeria                                                                | Amichevole                                                             | -                                                                      | 84’                                                                    |
| Totale                                                                 |                                                                        | Presenze                                                               | 15                                                                     |                                                                        | Reti                                                                   | 5                                                                      |                                                                        |

## Palmarès

### Club
- Campionato saudita: 1

Al-Ittihad: 2024-2025
- Coppa del Re dei Campioni: 1

Al-Ittihad: 2024-2025

### Individuale
- Squadra della stagione della UEFA Champions League: 1

2019-2020